# WTA Elite Trophy 2016 - Singolare
Venus Williams era la detentrice del titolo ma ha scelto di non partecipare a questa edizione nonostante si fosse qualificata.
In finale Petra Kvitová ha sconfitto Elina Svitolina con il punteggio di 6–4, 6–2.

## Teste di serie
1. Johanna Konta (semifinale)
2. Carla Suárez Navarro (ritirata)
3. Petra Kvitová (campionessa)
4. Elina Svitolina (finale)
5. Roberta Vinci (round robin)
6. Timea Bacsinszky (round robin)

1. Elena Vesnina (round robin)
2. Samantha Stosur (round robin)
3. Barbora Strýcová (round robin)
4. Kiki Bertens (round robin)
5. Caroline Garcia (round robin)
6. Zhang Shuai (semifinale)

### Riserve
1. Tímea Babos (sostituisce Carla Suárez Navarro nel round robin)

## Tabellone

### Legenda
| - Q = Qualificato - WC = Wild card - LL = Lucky loser | - ALT = Alternate - SE = Special Exempt - PR = Protected Ranking | - w/o = Walkover - r = Ritirato - d = Squalificato |

### Fase Finale
|  | Semifinali | Semifinali      | Semifinali    | Semifinali | Semifinali |  |  | Finale | Finale          | Finale          | Finale | Finale |  |
|  |            |                 |               |            |            |  |  |        |                 |                 |        |        |  |
|  | 1          | Johanna Konta   | 6             | 1          | 4          |  |  |        |                 |                 |        |        |  |
|  | 4          | Elina Svitolina | 2             | 6          | 6          |  |  | 4      | Elina Svitolina | Elina Svitolina | 4      | 2      |  |
|  | 3          | Petra Kvitová   | Petra Kvitová | 6          | 6          |  |  | 3      | Petra Kvitová   | Petra Kvitová   | 6      | 6      |  |
|  | 12/WC      | Zhang Shuai     | Zhang Shuai   | 2          | 2          |  |  |        |                 |                 |        |        |  |

### Gruppo Azalea
|    |                 | Konta    | Stosur   | Garcia   | RR V–P | Set V-P    | Game V-P    | Classifica |
| 1  | Johanna Konta   |          | 6-4, 6-2 | 6-2, 6-2 | 2–0    | 4–0 (100%) | 24–10 (71%) | 1          |
| 8  | Samantha Stosur | 4-6, 2-6 |          | 4-6, 3-6 | 0–2    | 0–4 (0%)   | 13–24 (35%) | 3          |
| 11 | Caroline Garcia | 2-6, 2-6 | 6-4, 6-3 |          | 1–1    | 2–2 (50%)  | 16–19 (46%) | 2          |

La classifica viene stilata in base ai seguenti criteri: 1) Numero di vittorie; 2) Numero di partite giocate; 3) Scontri diretti (in caso di due giocatori pari merito); 4) Percentuale di set vinti o di game vinti (in caso di tre giocatori pari merito); 5) Decisione della commissione

### Gruppo Camelia
|        |                  | Babos       | Bacsinszky | Zhang       | RR V–P | Set V-P    | Game V-P    | Classifica |
| 13/Alt | Tímea Babos      |             | 4-6, 2-6   | 6(2)–7, 4-6 | 0–2    | 0–4 (0%)   | 16–25 (39%) | 3          |
| 6      | Timea Bacsinszky | 6-4, 6-2    |            | 1–6, 1–6    | 1–1    | 2–2 (50%)  | 14–18 (44%) | 2          |
| 12/WC  | Zhang Shuai      | 7–6(2), 6-4 | 6–1, 6–1   |             | 2–0    | 4–0 (100%) | 25–12 (68%) | 1          |

La classifica viene stilata in base ai seguenti criteri: 1) Numero di vittorie; 2) Numero di partite giocate; 3) Scontri diretti (in caso di due giocatori pari merito); 4) Percentuale di set vinti o di game vinti (in caso di tre giocatori pari merito); 5) Decisione della commissione

### Gruppo Peonia
|   |                  | Kvitová  | Vinci    | Strýcová | RR V–P | Set V-P    | Game V-P    | Classifica |
| 3 | Petra Kvitová    |          | 6-1, 6-2 | 6-1, 6-4 | 2–0    | 4–0 (100%) | 24–8 (75%)  | 1          |
| 5 | Roberta Vinci    | 1-6, 2-6 |          | 4–6, 3–6 | 0–2    | 0–4 (0%)   | 10–24 (29%) | 3          |
| 9 | Barbora Strýcová | 1-6, 4-6 | 6–4, 6–3 |          | 1–1    | 2–2 (50%)  | 17–19 (47%) | 2          |

La classifica viene stilata in base ai seguenti criteri: 1) Numero di vittorie; 2) Numero di partite giocate; 3) Scontri diretti (in caso di due giocatori pari merito); 4) Percentuale di set vinti o di game vinti (in caso di tre giocatori pari merito); 5) Decisione della commissione

### Gruppo Rosa
|    |                 | Svitolina     | Vesnina     | Bertens       | RR V–P | Set V-P   | Game V-P    | Classifica |
| 4  | Elina Svitolina |               | 6-4, 6-2    | 2–6, 6–4, 6–2 | 2–0    | 4–1 (80%) | 26–18 (59%) | 1          |
| 7  | Elena Vesnina   | 4-6, 2-6      |             | 6-4, 7–6(5)   | 1–1    | 2–2 (50%) | 19–22 (46%) | 2          |
| 10 | Kiki Bertens    | 6–2, 4–6, 2–6 | 4-6, 6(5)–7 |               | 0–2    | 1–4 (20%) | 25–24 (51%) | 3          |

La classifica viene stilata in base ai seguenti criteri: 1) Numero di vittorie; 2) Numero di partite giocate; 3) Scontri diretti (in caso di due giocatori pari merito); 4) Percentuale di set vinti o di game vinti (in caso di tre giocatori pari merito); 5) Decisione della commissione